# Turritella cornea
Turritella cornea là một loài ốc biển, là động vật thân mềm chân bụng sống ở biển thuộc họ Turritellidae.

## Hình ảnh

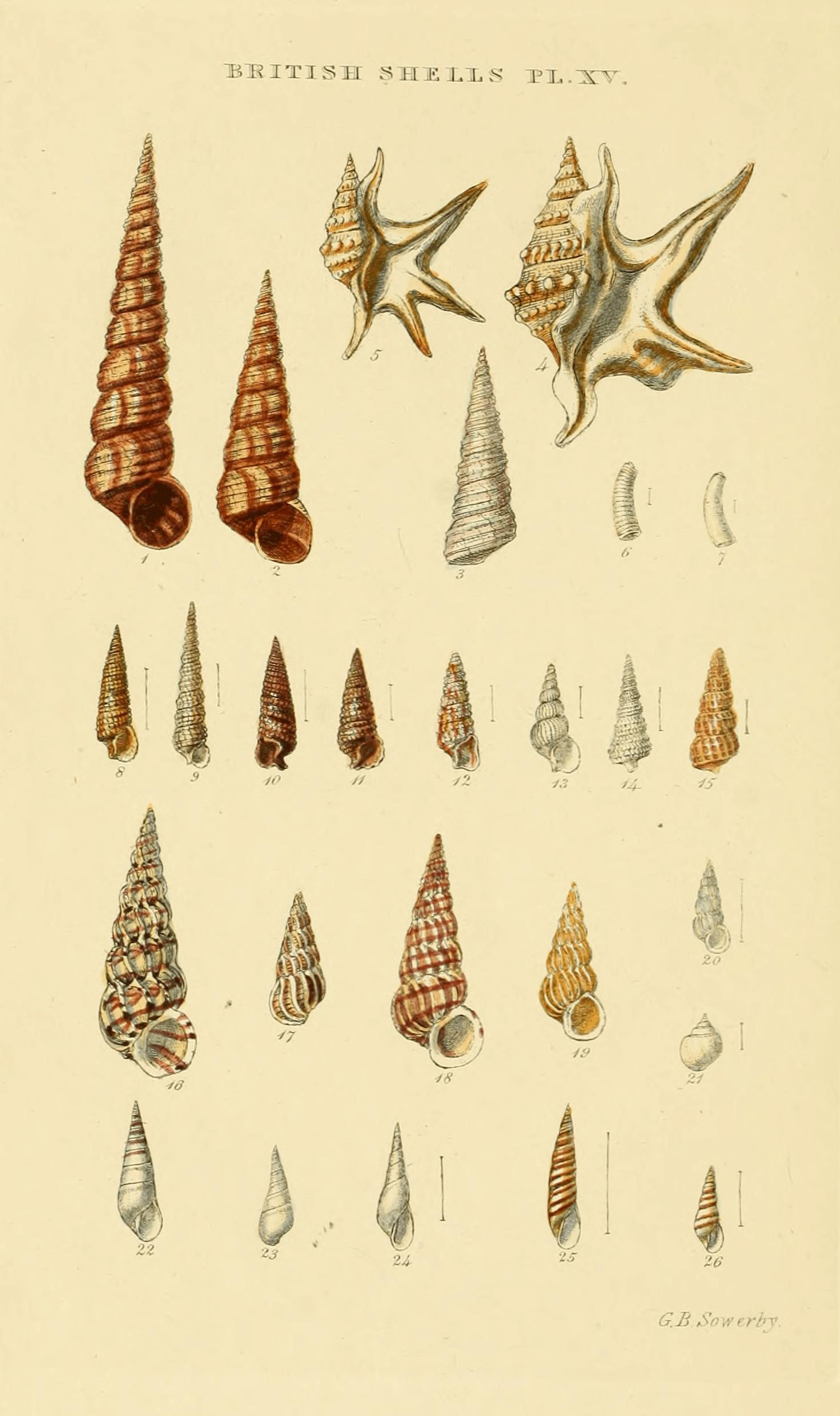